# Hai anh em
Hai anh em (tiếng Nga: Братья, tiếng Triều Tiên: 잊지말라 파주블 ! /Itjimalra Pa Ju Beul !/Đừng quên Pa Ju Beul!) là một bộ phim thuộc thể loại tâm lý - chiến tranh, thành quả hợp tác hữu nghị của hai nền điện ảnh Liên Xô và CHDCND Triều Tiên. 
Bối cảnh phim chủ yếu diễn ra trong giai đoạn trong và sau chiến tranh Triều Tiên (1950 - 1953).

## Nội dung
Sau khi chiến tranh chấm dứt, miền đất Triều Tiên bị phân chia thành hai Quốc gia thù địch. Người anh cả Man Seong (Park Hak) ở miền Bắc và đang tham gia công cuộc khôi phục đời sống, em trai của anh - Man Chae (Shin Se-min) - trước chiến tranh đang theo học ở Hán Thành, hiện đang kẹt lại ở miền Nam dưới chính quyền thân Mỹ.
Bấy giờ, Tổng thống miền Nam Lý Thừa Vãn thuyết phục Man Chae trở về nhà ở miền Bắc, hi vọng cậu sẽ tiến hành các hoạt động phá hoại. Từ đấy, Man Chae phải sống ở miền Bắc và tìm hiểu sự thật đời sống nhân dân miền Bắc dưới sự lãnh đạo của Kim Nhật Thành. Nhưng dần dần, Man Chae đã nhận ra sai lầm của mình và từ chối giúp đỡ những kẻ thù của thanh niên dân chủ và nhân dân.
Quyết định đúng đắn của cậu em trai có phần đóng góp quan trọng của người yêu - Lim Ok (Ahn Song-hee). Lim Ok mới trở về từ Moskva - nơi cô theo học một trường ballet - cũng như bao thanh niên miền Bắc khi đó, trái tim Lim Ok không chỉ rực cháy một tình yêu tuyệt đẹp mà còn tràn đầy nhiệt huyết dựng xây chủ nghĩa Xã hội.